# Byron (nome)
Byron  è un nome proprio di persona inglese maschile.

## Varianti
- Beyren[2], Beyron[2], Biren[2], Biron[2], Buiron[2], Byram[2], Byran[2], Byren[2], Byrom[2], Byrum[2]

## Origine e diffusione
Il prenome deriva dall'omonimo cognome, a sua volta derivato da un toponimo anglosassone che significa letteralmente "dalle stalle (ingl.: byre) alle stelle".

## Onomastico
Il nome è adespota. Le persone che portano questo nome possono quindi festeggiare il proprio onomastico il 1º novembre, giorno dedicato alla festa di Ognissanti.

## Persone
- Byron Black, tennista zimbabwese

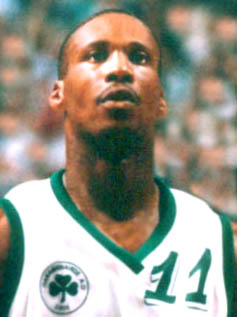
Byron Scott

- Byron Bertram, tennista sudafricano
- Byron Foulger, attore statunitense
- Byron Haskin, regista e direttore della fotografia statunitense
- Byron Leftwich, giocatore di football americano statunitense
- Byron Morrow, attore statunitense
- Byron Moreno, ex arbitro ecuadoriano
- Byron Scott, cestista e allenatore di pallacanestro statunitense
- Byron Talbot, tennista sudafricano